# وست ویتترینگ
وست ویتترینگ (به انگلیسی: West Wittering) یک روستا و محله مدنی در بریتانیا است که در Chichester واقع شده‌است. وست ویتترینگ ۱۳٫۶۳ کیلومتر مربع مساحت و ۲٬۷۰۰٫ نفر جمعیت دارد.